# Марк-Антуан Олів'є
Марк-Антуан Олів'є (фр. Marc-Antoine Olivier; нар. 18 червня 1996, Денен, Франція) — французький плавець, бронзовий призер Олімпійських ігор 2016 року, чемпіон світу.

## Виступи на Олімпійських іграх
| Олімпіада | Дисципліна              | Місце |
| --------- | ----------------------- | ----- |
| Ріо 2016  | 10 км на відкритій воді | 3     |